# Tournoi de tennis de Pérouse
Le tournoi de tennis de Pérouse est un tournoi international de tennis masculin du circuit professionnel Challenger. Il a lieu tous les ans au mois de juillet à Pérouse, en Italie. Il a été créé en 2015 et se joue sur terre battue en extérieur.

## Palmarès messieurs

### Simple
| Année | Vainqueur                              | Finaliste                              | Score                                  |                                        |
| ----- | -------------------------------------- | -------------------------------------- | -------------------------------------- | -------------------------------------- |
| 2015  | Pablo Carreño-Busta                    | Matteo Viola                           | 6-2, 6-2                               |                                        |
| 2016  | Nicolás Kicker                         | Blaž Rola                              | 2-6, 6-3, 6-0                          |                                        |
| 2017  | Laslo Djere                            | Daniel Muñoz de la Nava                | 7-62, 6-4                              |                                        |
| 2018  | Ulises Blanch                          | Gianluigi Quinzi                       | 7-5, 6-2                               |                                        |
| 2019  | Federico Delbonis                      | Guillermo García-López                 | 6-0, 1-6, 7-65                         |                                        |
| 2020  | Édition annulée (pandémie de Covid-19) | Édition annulée (pandémie de Covid-19) | Édition annulée (pandémie de Covid-19) | Édition annulée (pandémie de Covid-19) |
| 2021  | Tomás Martín Etcheverry                | Vitaliy Sachko                         | 7-5, 6-2                               |                                        |
| 2022  | Jaume Munar                            | Tomás Martín Etcheverry                | 6-3, 4-6, 6-1                          |                                        |
| 2023  | Fábián Marozsán                        | Edoardo Lavagno                        | 6-2, 6-3                               |                                        |
| 2024  | Luciano Darderi                        | Sumit Nagal                            | 6-1, 6-2                               |                                        |

### Double
| Année | Vainqueurs                                | Finalistes                             | Score                                  |                                        |
| ----- | ----------------------------------------- | -------------------------------------- | -------------------------------------- | -------------------------------------- |
| 2015  | Andrea Collarini Andrés Molteni           | James Cerretani Costin Pavăl           | 6-3, 7-5                               |                                        |
| 2016  | Andrés Molteni Rogério Dutra Silva        | Nicolás Barrientos Fabrício Neis       | 7-5, 6-3                               |                                        |
| 2017  | Salvatore Caruso Jonathan Eysseric        | Nicolás Kicker Fabrício Neis           | 6-3, 6-3                               |                                        |
| 2018  | Daniele Bracciali Matteo Donati           | Tomislav Brkić Ante Pavić              | 6-3, 3-6, [10-7]                       |                                        |
| 2019  | Tomislav Brkić Ante Pavić                 | Rogério Dutra Silva Szymon Walków      | 6-4, 6-3                               |                                        |
| 2020  | Édition annulée (pandémie de Covid-19)    | Édition annulée (pandémie de Covid-19) | Édition annulée (pandémie de Covid-19) | Édition annulée (pandémie de Covid-19) |
| 2021  | Vitaliy Sachko Dominic Stricker           | Tomás Martín Etcheverry Renzo Olivo    | 6-3, 5-7, [10-8]                       |                                        |
| 2022  | Sadio Doumbia Fabien Reboul               | Marco Bortolotti Sergio Martos Gornés  | 6-2, 6-4                               |                                        |
| 2023  | Boris Arias Federico Zeballos             | Luciano Darderi Juan Pablo Paz         | 7-63, 7-66                             |                                        |
| 2024  | Guido Andreozzi Miguel Ángel Reyes-Varela | Sriram Balaji Andre Begemann           | 6-4, 7-5                               |                                        |